# Midway, British Columbia
Midway är en ort i Kanada.   Den ligger i provinsen British Columbia, i den södra delen av landet, 3 200 km väster om huvudstaden Ottawa. Midway ligger 807 meter över havet och antalet invånare är 621.
Terrängen runt Midway är kuperad. Trakten runt Midway är nära nog obefolkad, med mindre än två invånare per kvadratkilometer.. Närmaste större samhälle är Greenwood, 11,1 km nordost om Midway.
I omgivningarna runt Midway växer i huvudsak barrskog.